# 도메인 네임

온전한 자격을 갖춘 도메인 네임의 레이블 계층.

도메인 네임(Domain name, 문화어: 령역이름)은 넓은 의미로는 네트워크상에서 컴퓨터를 식별하는 호스트명을 가리키며, 좁은 의미에서는 도메인 레지스트리에게서 등록된 이름을 의미한다. 이를 통틀어서 ‘웹 주소’라고 (잘못) 부르는 경우도 있다. 여기서는 후자를 서술한다.
등록된 도메인 네임은 보통 호스트명의 일부분으로, DNS 상에서 해당 호스트명 및 그 하위의 호스트명들은 일반적으로 해당 등록자에게 권한이 주어진다. 도메인 레지스트리는 도메인 네임의 종류에 따라 국제 인터넷 주소자원 관리기관(ICANN)과 해당 국가 기관으로부터 승인을 받아, 일반 사용자들의 도메인 등록을 위임받는 역할을 한다. 이런 도메인 네임은 숫자로 된 IP 주소에 비해 외우기 쉬우며, 여러 개의 IP 주소가 한 도메인에 대응되거나 (서브 도메인) 여러 도메인이 하나의 IP 주소로 대응되는 (가상 호스트) 것도 가능하다.
도메인 네임이 항상 호스트명인 것은 아니지만, 호스트명이 아닌 도메인 네임은 대부분 아무 곳에도 사용될 수 없기 때문에 대부분의 도메인 레지스트리들은 호스트명과 같이 도메인 네임에 들어갈 수 있는 문자를 ASCII에서 0부터 9까지, a부터 z까지, 그리고 하이픈으로 등록을 제한하고 있다. 국제화 도메인(IDN)은 임의의 유니코드 문자열을 올바른 호스트명으로 변환하여 이 제한을 회피할 수 있도록 한다. 다만 제한적으로 밑줄(_)로 시작하는 도메인은 SRV 레코드와 같이 올바른 호스트명이 아니어야 하는 도메인 네임을 위해서 쓰이기도 한다.

## 종류

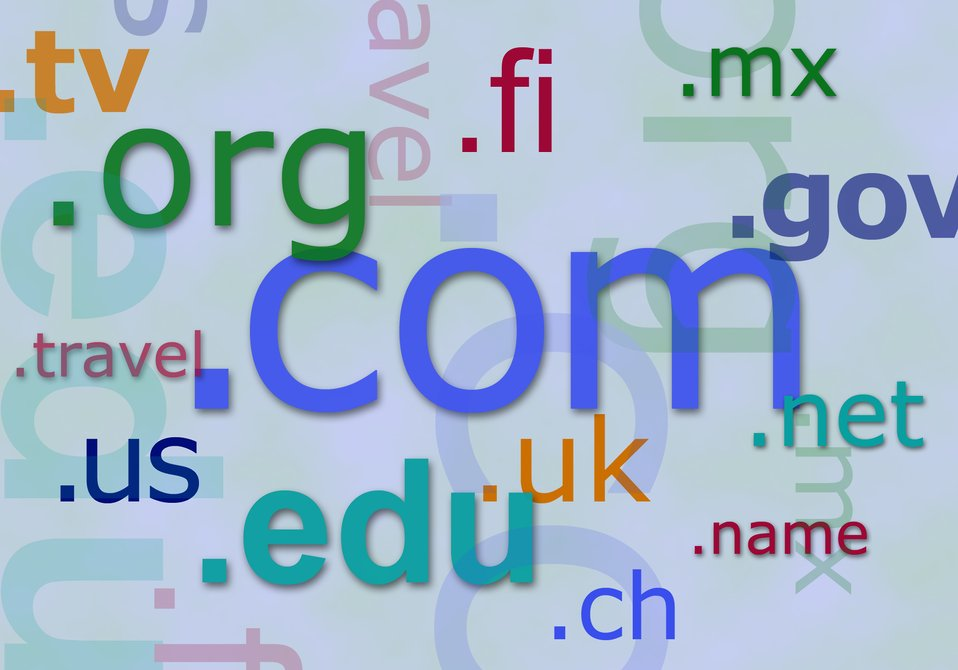
최상위 도메인의 이미지화

도메인 네임은 그 최상위 도메인이 암시하는 관리 기관 및 등록 요건에 따라 다음과 같이 나뉜다.
- 일반 최상위 도메인(gTLD): ICANN이 관리하는 도메인으로 .com, .org, .net 등이 포함된다. 대부분 국가와 관계 없이 등록할 수 있기 때문에 국제 도메인이라고 불리기도 하지만, 역사적인 이유로 .mil과 .gov는 미국 국가 기관의 제한을 받는다.
- 국가 코드 최상위 도메인(ccTLD): ISO 3166-1에 의하여 이름이 결정되고 각국의 NIC에서 관리하는 국가별 도메인이다.
- 기반 최상위 도메인(iTLD): 인터넷의 하부 구조를 위하여 사용되는 특수한 도메인이다. 유일하게 .arpa가 속하지만, 루트 DNS의 vrsn-end-of-zone-marker-dummy-record.root 항목도 여기에 속한다고 볼 수도 있다.

gTLD의 등록, 관리, 분쟁 및 법적인 문제 등 도메인 네임에 관한 모든 행정적인 절차 및 기술적인 관리는 ICANN에서 결정 및 시행한다. gTLD 중 가장 잘 알려진 .com, .net, .org는 본래 네트워크 솔루션즈에서 독점하고 있었으나 1999년 이후로는 경쟁체제로 전환되었다. .int는 본래 IANA가 인터넷의 하부 구조를 위해 사용하던 gTLD였으나, .arpa로 대체되고 현재는 북대서양 조약 기구(NATO) 등의 국제 조약 기구 및 비정부조직을 위해 사용되고 있다.

## 같이 보기
- 국제화 도메인
- 도메인 키워드 서비스
- Hpweb.com 사건